# JScript
JScript — сценарный язык программирования компании Microsoft, являющийся реализацией стандарта ECMAScript. Синтаксис JScript во многом аналогичен языку JavaScript компании Netscape, однако, помимо добавления клиентских скриптов на веб-страницы (что было единственной функцией JavaScript до появления проекта Mozilla), JScript может использоваться и для других целей, например:
- автоматизация администрирования систем Windows;
- создание страниц ASP.

Вот пример небольшой программы на языке JScript, которая (будучи запущена в рамках Windows Script Host) выводит диалоговое окно (символы после знаков // являются комментариями):
```
 
// Объявление переменной

 
var
 
strMessage
;

 
// Присваивание переменной значения

 
strMessage
 
=
 
"Википедия - свободная энциклопедия"
;

 
// Вывод сообщения на экран

 
WScript
.
Echo
(
strMessage
);

```

Для запуска скрипта из командной строки обычно используется следующая команда (в случае файла с именем file.js):
```
cscript file.js
```

## JScript.NET
Язык JScript получил дальнейшее развитие в виде языка JScript.NET, который ориентирован на работу в рамках платформы Microsoft .NET. Несмотря на сходный синтаксис, это принципиально другой язык. Он более строго типизирован и компилируется, а не интерпретируется.